# Point Pelee National Park
Point Pelee National Park (fransk: Parc national de la Pointe-Pelée) er en nationalpark i den canadiske provins Ontario. Nationalparken blev oprettet i 1918 og dækker den sydlige del af Point Pelee, som er den sydligste del af det canadiske fastland i søen Lake Erie, der danner grænse til USA. Point Pelee består af en halvø hovedsagelig med marskland og skov, der går ud i en spids odde mod syd i Lake Erie. Odden er lidt mere end syv kilometer lang, og 4,5 km bred i nordenden, og er med sine 15 km² Canadas mindste nationalpark. Parken blev udpeget til Ramsarområde den 27. maj 1987.
Der er observeret mere end 370 forskellige fuglearter i Point Pelee, hvilket gør området til et af Nordamerikas vigtigste for ornitologer. 
Blandt pattedyrene findes gråt egern, vaskebjørn, brud, mink, stinkdyr og prærieulv.